# Creuer Eugenio di Savoia
L'Eugenio di Savoia va ser un creuer lleuger de la Regia Marina italiana, pertanyent a la classe Condottieri tipus Duca d'Aosta.
El vaixell va rebre aquest nom en honor al condottiero de Savoia del segle xvii Eugeni de Savoia, príncep de Savoia-Carignano, conegut com el príncep Eugeni que durant la Gran Guerra Turca va ser protagonista al costat del rei de Polònia Joan III Sobieski a la batalla de Viena, a la batalla de Mohács al costat de Carles V de Lorena i a la batalla de Senta, on al comandament de l'exèrcit imperial, va derrotar l'exèrcit otomà, comandat pel soldà Mustafa II .; posteriorment el príncep Eugeni es va distingir en la Guerra de Successió i en el setge de Torí el 1706 en què va derrotar a les tropes del duc La Feuillade, expulsant pràcticament els francesos d'Itàlia.
En el mateix període en què l'Eugenio di Savoia estava en servei a la Regia Marina, el creuer Prinz Eugen operava a la Kriegsmarine, titulant el mateix personatge, al qual havia estat prèviament dedicat durant la Primera Guerra Mundial a la k.u.h. Kriegsmarine austrohongaresa el cuirassat de classe Tegetthoff Prinz Eugen.
Va sobreviure a la guerra però va ser donat com a reparació de guerra a la Marina hel·lènica el 1950. Va ser rebatejat com Elli i va servir fins al 1965.

## Construcció
A l'Eugenio di Savoia se li va col·locar la quilla el 6 de juny de 1933 a les drassanes Ansaldo de Genova Sestri, avarat el 16 de març de 1935 i va entrar en servei el 16 de gener de 1936.

## Historial de servei
Va veure acció a la Guerra Civil espanyola, durant la qual va bombardejar Barcelona el febrer de 1937 amb 24 obusos, causant 18 morts i 18 ferits.
El 1938 va començar una circumnavegació del món amb el seu bessó Duca d'Aosta que va interrompre a causa de l'amenaça de l'esclat de la Segona Guerra Mundial. La sortida prevista per a l'1 de setembre de 1938 va tenir lloc el 5 de novembre del mateix any des de Nàpols, mentre que la tornada que estava prevista per al 25 de juliol de 1939 es va anticipar amb la retirada dels vaixells que van tornar a La Spezia el 3 de març de 1939.
El capità del vaixell, Massimiliano Vietina, va ser designat el primer comandant de la unitat (del 16 de gener de 1936 al 1938) i el segon al comandament era el capità de fragata Ludovico Sitta, designat per embarcar-se a partir del 13 de setembre de 1935. P
Amb l'esclat de la Segona Guerra Mundial va ser emprat juntament amb el seu vaixell germà Duca d'Aosta, Montecuccoli i l'Attendolo a la 7a Divisió de Creuers com a part del 2n Esquadró amb seu a La Spezia com a vaixell insígnia de l'almirall Luigi Sansonetti i estava equipat amb hidroavions IMAM Ro.43.
Durant el conflicte va dur a terme, principalment, tasques d'escorta de combois i col·locació de camps de mines. El 9 de juliol de 1940 va participar en la batalla de Punta Stilo, el primer enfrontament entre la Regia Marina i la Royal Navy.
Juntament amb el Montecuccoli i cinc destructors, el 18 de desembre de 1940, va bombardejar posicions gregues a l'illa de Corfú.
A l'estiu de 1942, entre el 12 i el 16 de juny, va participar en la batalla de mitjans de juny, hissant la bandera de l'almirall Da Zara, aconseguint posar fora de combat, juntament amb el Montecuccoli, el destructor HMS Bedouin, enfonsat al poc temps després per un avió torpediner S.M.79, i per incendiar el gran buc cisterna Kentucky, que s'havia aturat després de ser atacat per avions alemanys. El mateix estiu, dos mesos més tard, entre el 10 i el 15 d'agost, va ser pres a la batalla de mitjans d'agost.
Mentre estava amarrat a Nàpols el 4 de desembre de 1942, el dia de Santa Bàrbara, va ser colpejat durant un bombardeig per un Liberator, informant de danys a la part posterior del casc que es podien reparar en 40 dies, mentre que entre la tripulació hi havia 17 morts i 46 ferits. Els avions nord-americans que sortien d' Egipte van arribar tranquils sobre la ciutat, ja que els van confondre amb una formació de Ju 52 alemanys, llançant les seves bombes des de més de 6000 metres d'altitud, impactant també en el Montecuccoli que, a més d'haver tingut 44 morts i 36 ferits, necessità de set mesos de feina, i el Muzio Attendolo, que va ser colpejat al centre per una o dues bombes i va ser danyat per sota de la línia de flotació, inclinat i després mig enfonsat. El casc del Muzio Attendolo va ser recuperat i desballestat al final del conflicte.
Tornant al servei, Eugenio di Savoia va abatre dos bombarders enemics el gener de 1943.
En el moment de l'armistici del 8 de setembre, el vaixell es trobava a La Spezia, des d'on, juntament amb les altres dues unitats que aleshores formaven la VII Divisió, el Montecuccoli i l'Attilio Regolo, els cuirassats Roma, Vittorio Veneto i Italia de la IX. Divisió, els destructors Mitragliere, Fuciliere, Carabiniere i Velite del XII Esquadró, els destructors Legionario, Oriani, Artigliere i Grecalede la XIV Esquadra i una esquadra de torpediners formada pel Pegaso, Orsa, Orione, Ardimentoso i Impetuoso, van salpar per incorporar-se al grup naval procedent de Gènova, format per les unitats de la VIII Divisió, formada pel Garibaldi, el Duca degli Abruzzi i el Duca d'Aosta i el torpediner Libra, per després rendir-se als aliats a Malta juntament amb les altres unitats navals italianes procedents de Tàrent. El grup, després de reunir-se amb les unitats procedents de Gènova, per obtenir homogeneïtat en les característiques dels creuers, el Duca d'Aosta va passar de la VIII a la VII Divisió, en substitució de l'Attilio Regolo que va passar a formar part de la VIII Divisió, amb l'Eugenio de Savoia hissant la bandera de l'almirall Romeo Oliva. Durant el trasllat, el Roma, el vaixell insígnia de l'almirall Carlo Bergamini, es va enfonsar tràgicament la tarda del 9 de setembre a la costa de l'Asinara en impactar-li una bomba Fritz X llançada per un Dornier Do 217 de la Luftwaffe alemanya. Qui va prendre el comandament de la flota amb destinació a Malta, després de l'enfonsament dels Roma, va ser precisament l'almirall Oliva, que va complir una de les clàusules d'armistici, la d'hissar el penó negre del dol als pals i els discos negres dibuixats a les cobertes, mentre que l'almirall Bergamini, que va ser advertit per telèfon per De Courten de l'armistici ara imminent, i de les clàusules relatives sobre la flota, s'havia ensorrat per després acceptar formalment els encàrrecs amb reticència, havia abandonat els amarratges, però aixecant totes les banderes i no complint així aquesta clàusula.
Després d'arribar a Malta l'11 de setembre, el vaixell va ser internat a Alexandria, Egipte. Fins a l'armistici havia navegat 25 missions de guerra durant 25.000 milles de navegació. El 13 d'octubre, amb la declaració de guerra del Regne del Sud a Alemanya i l'inici de la cobel·ligerància, després de tornar a Itàlia, el vaixell va ser traslladat a Suez on va participar en exercicis amb els Aliats per a l'entrenament de pilots en atacs aire-mar.
El 29 de febrer de 1944 el vaixell, que tornava de Suez amb part de les tripulacions dels cuirassats Italia i Vittorio Veneto a bord, va resultar seriosament danyat després d'impactar amb una mina prop de Punta Stilo, però va aconseguir arribar a Tàrent amb els seus propis mitjans, on va romandre fins al final del conflicte.

### Elli
Acabada la guerra segons les clàusules del tractat de pau, després de tornar a ser posat en servei el 26 de juny de 1951, va ser cedit com a reparació dels danys de guerra a Grècia.
Va passar a formar part de l'Armada Hel·lènica i va passar a anomenar-se Elli (en grec: Έλλη) en memòria del creuer lleuger grec enfonsat pel submarí italià Delfino (sota el comandament del tinent comandant Giuseppe Aicardi) el 15 d'agost de 1940 prop de l'illa grega de Tinos .
A la nova marina de pertinença va cobrir el paper de vaixell insígnia de la flota i va ser utilitzat pel rei Pau I de Grècia durant les visites d'estat a Istanbul el juny de 1952, a Iugoslàvia el setembre de 1955, a Toló a França, al juny de 1956 i al Líban el maig de 1958 .
En 1959 va ser assignat a Suda a l'illa de Creta, com a vaixell de comandament de la flota jònica.
El vaixell, encallat l'any 1965, va ser utilitzat, durant la Dictadura dels Coronels, com a vaixell presó per als membres de la Marina que s'oposaven al règim fins al 1973, quan va ser enviat a desballestar.

## Comandants durant el període bèl·lic
- Capitano di vascello Carlo De Angelis del 16 d'agost de 1938 al 20 de febrer de 1941;
- Capitano di vascello Giuseppe Lubrano Di Negozio del 21 de febrer de 1941 al 5 de gener de 1942;
- Capitano di fregata Carlo Resio 6 de gener al 10 de febrer de 1942 (temporal);
- Capitano di vascello Franco Zannoni de l'11 de febrer al 31 d'octubre de 1942;
- Capitano di vascello Pietro Sandrelli de l'1 de novembre de 1942 al 16 d'abril de 1943;
- Capitano di vascello Ferrante Capponi del 17 d'abril al 3 de setembre de 1943;
- Capitano di vascello Carlo Tallarigo del 4 de setembre de 1943 al 9 de juliol de 1944;
- Capitano di fregata Renato Lucchesini del 10 de juliol al 16 d'agost de 1944;
- Capitano di vascello Francesco Camicia des del 17 d'agost de 1944 fins al final de la guerra, el 1945.